# 우고 캄파냐로
우고 아르만도 캄파냐로(스페인어: Hugo Armando Campagnaro, 1980년 6월 27일 ~ )는 아르헨티나의 전 축구 선수이다. 그의 초창기 시절을 제외하면 대부분을 이탈리아에서 선수 생활을 보냈다.